# Charles R. Van Hise
Charles Richard Van Hise (* 29. Mai 1857 in Fulton, Rock County, Wisconsin; † 19. November 1918 in Milwaukee, Wisconsin) war ein US-amerikanischer Geologe.

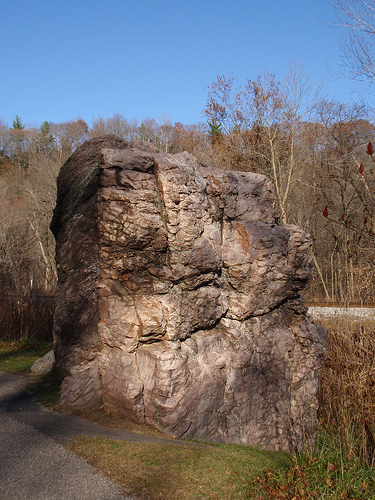
Van Hise Rock

Van Hise studierte Geologie und Maschinenbau. Er war einer der angesehensten Geologen seiner Zeit und lehrte an der University of Wisconsin–Madison, deren Präsident er von 1903 bis 1918 war. 1907 war er Präsident der Geological Society of America. Weiterhin arbeitete er von 1909 bis 1918 für die Regierung als Berater der United States Geological Survey. Er erarbeitete diverse Studien für diese Gesellschaft, u. a. war er Leiter einer Untersuchung am Panamakanal um die Möglichkeit von Erdrutschen oder sonstigen Problemen zu erörtern und ggf. zu verhindern. 1916 wurde er zudem Präsident der American Association for the Advancement of Science. 1902 wurde er als Mitglied der National Academy of Sciences gewählt, 1905 in die Königlich Schwedische Akademie der Wissenschaften, 1909 in die American Philosophical Society und 1911 in die American Academy of Arts and Sciences. Ihm zu Ehren erhielt der Van Hise Rock seinen Namen.